# دهستان رونگو
دهستان رونگو (به لاتین: Rõngu Parish) یک دهستان در استونی است که در شهرستان تارتو واقع شده‌است.

## نگارخانه

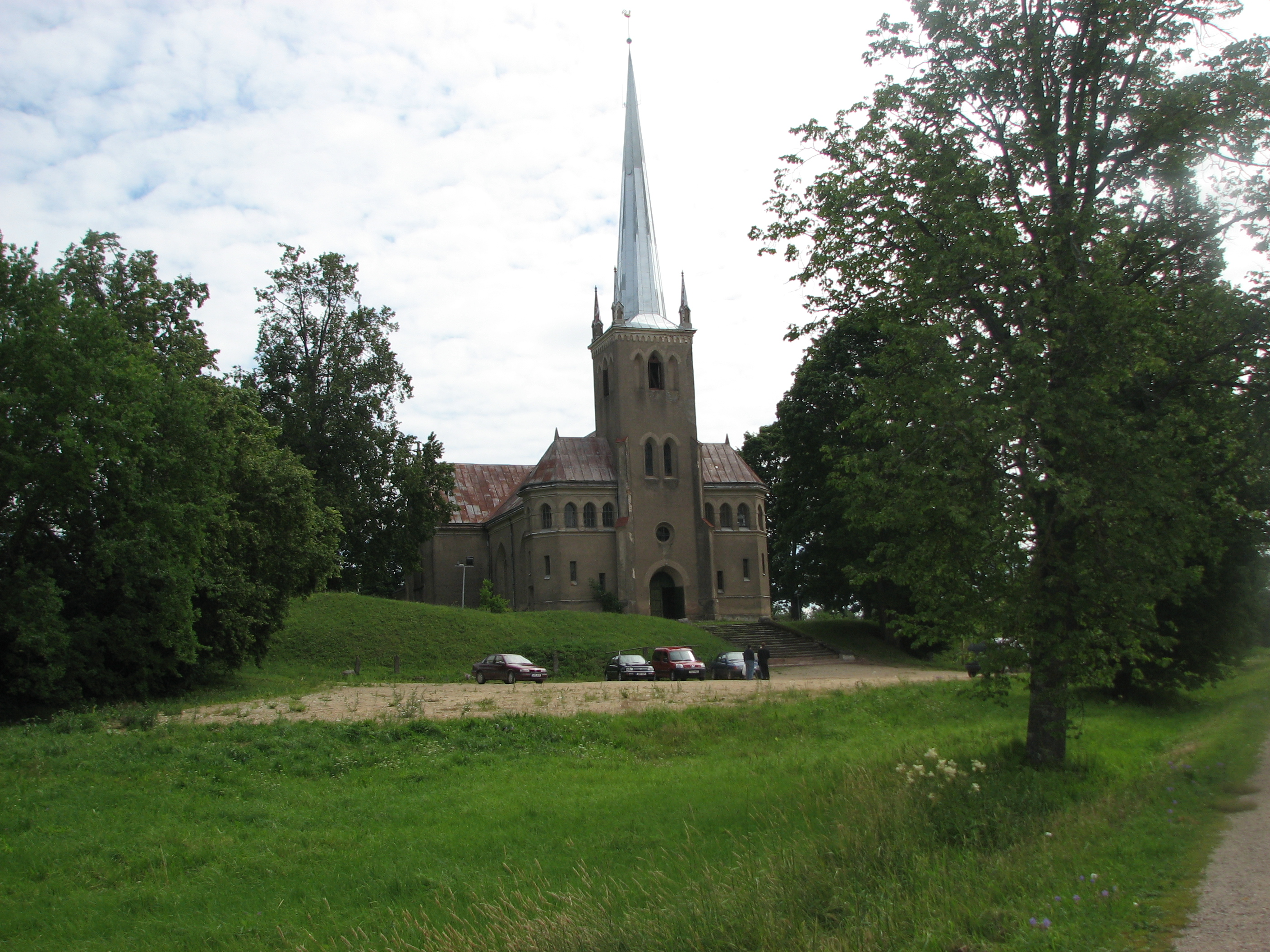
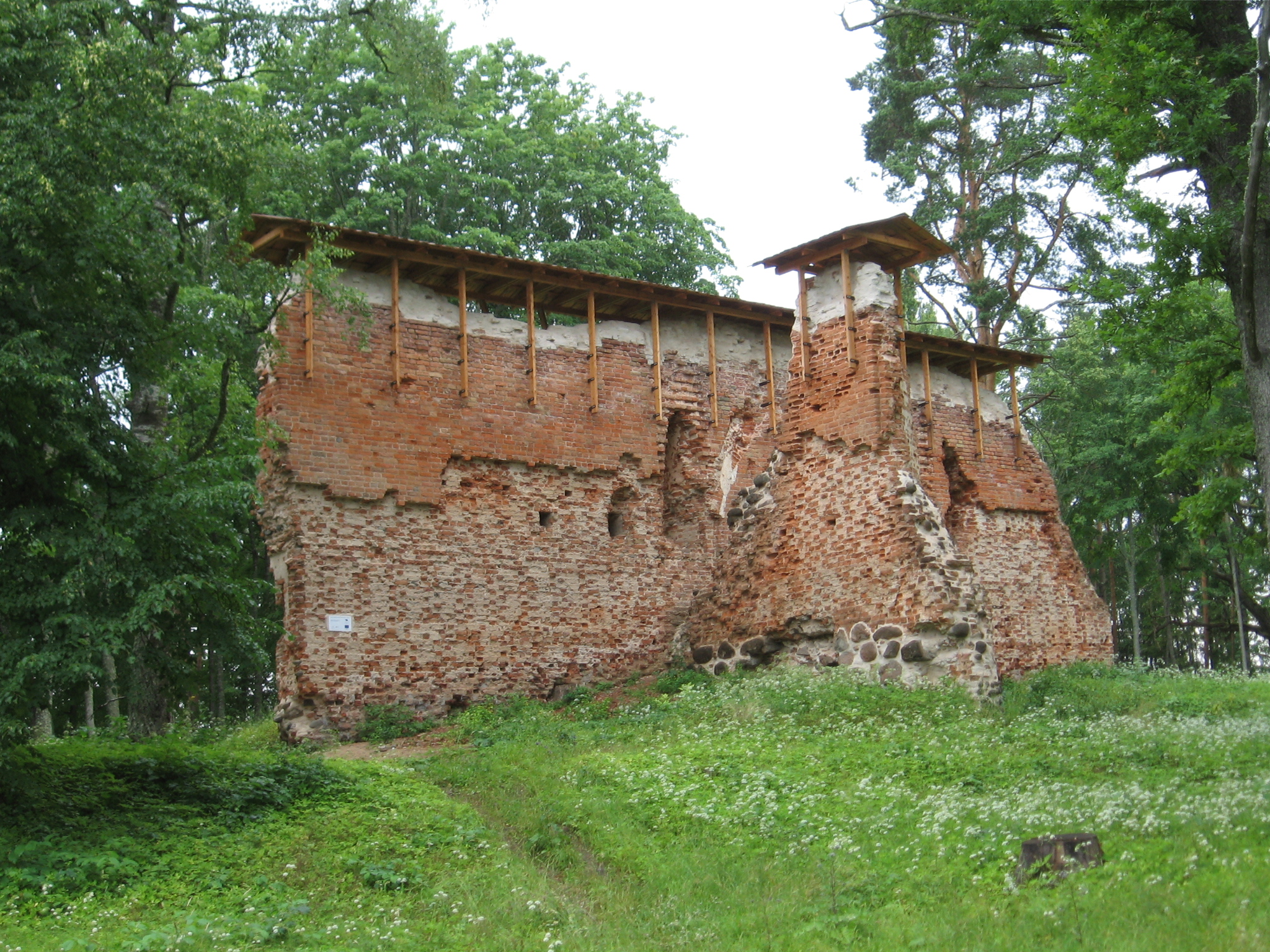
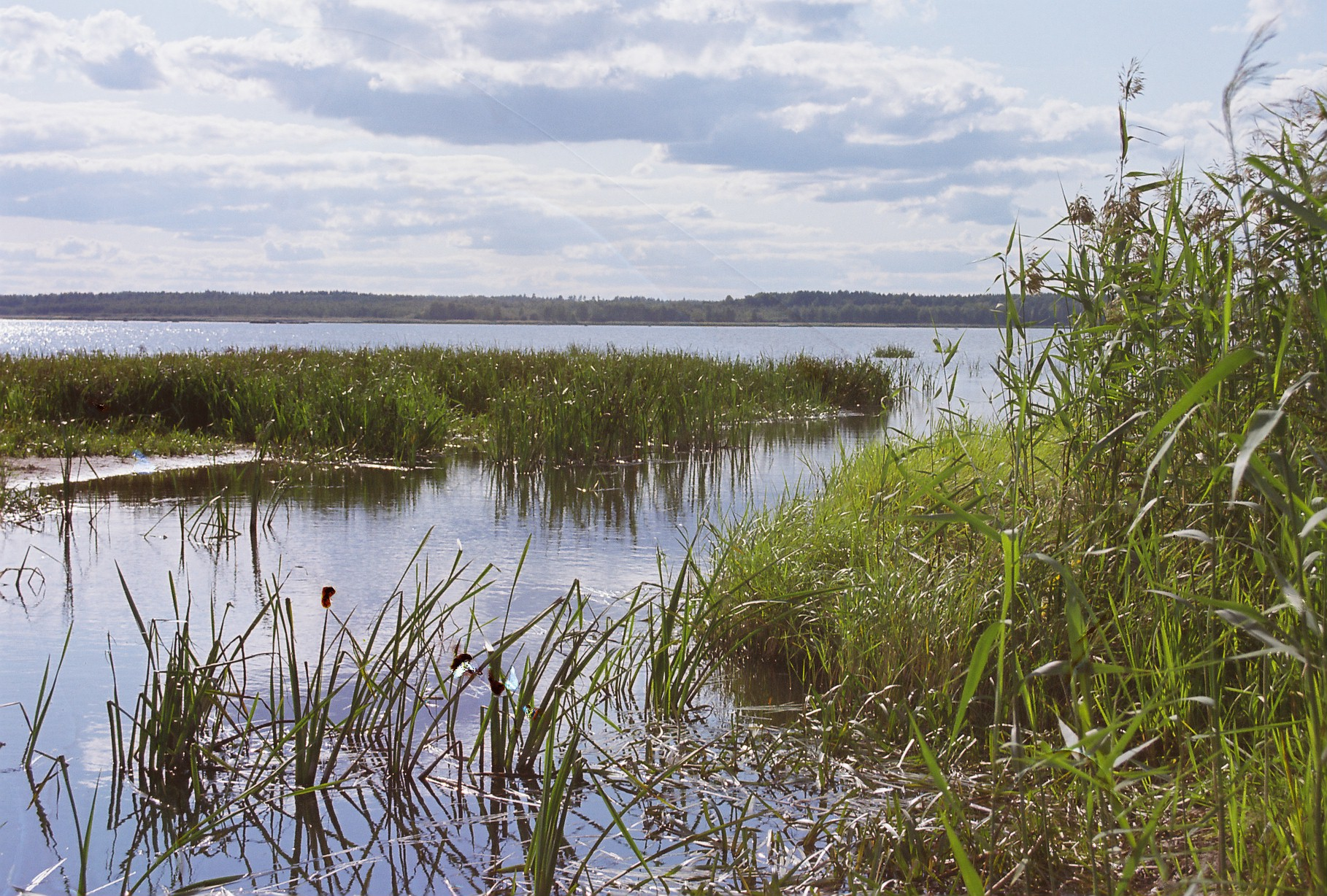